# Jeux olympiques de la jeunesse d'hiver de 2012
Les Jeux olympiques de la jeunesse d'hiver 2012 sont la deuxième édition des Jeux olympiques de la jeunesse, mais les premiers Jeux olympiques de la jeunesse d'hiver, dont la création a été décidée par le Comité international olympique (CIO) lors de sa 119e session, qui a eu lieu à Guatemala City du 4 au 7 juillet 2007. Ils ont lieu à Innsbruck en Autriche, du 13 au 22 janvier.

## Sélection de la ville hôte
| \| Innsbruck \| Localisation d'Innsbruck en Autriche. |
| Innsbruck                                             |

### Villes candidates
Les quatre villes requérantes ont été gardées comme villes candidates par le CIO en août 2008. La skieuse suédoise Pernilla Wiberg a été la présidente de la commission d'évaluation pour noter les villes requérantes. 
- Harbin (Chine)
- Innsbruck (Autriche)
- Kuopio (Finlande)
- Lillehammer (Norvège)

En novembre 2008, deux villes (Harbin et Lillehammer) sont éliminés de la liste ce qui laisse Kuopio et Innsbruck dans la course.

### Vote
Le 12 décembre 2008, le vote final est révélé et avec 84 votes contre 15, Innsbruck remporte le droit d'organiser les Jeux.
| Innsbruck | Autriche | 84 |
| Kuopio    | Finlande | 15 |

## Organisation

### Infrastructure et budget
Tous les sites qui sont utilisés lors des Jeux olympiques de la jeunesse d'hiver de 2012 étaient existants (en dehors du village des athlètes) quand Innsbruck a reçu les Jeux en 2008. Innsbruck propose donc un budget de 22,5 millions de dollars américains pour accueillir et organiser les Jeux. Le village des athlètes coûte environ 121 millions de dollars à construire.

### Marketing

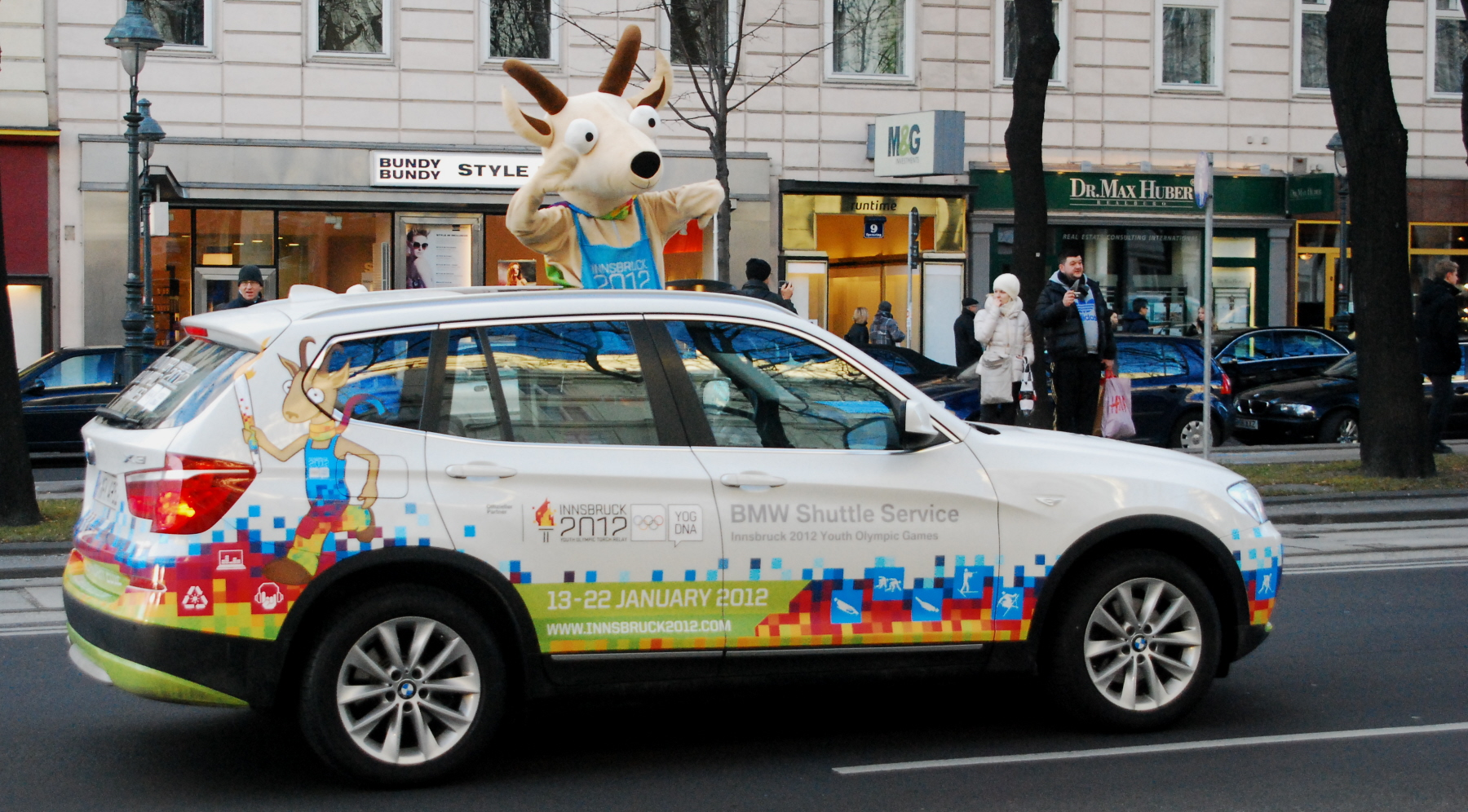
Une voiture BMW avec le logo Innsbruck 2012 tandis que la mascotte des Jeux regarde dehors.

Le marketing pour les Jeux inclut des voitures peintes du sponsor BMW avec le logo d'Innsbruck 2012 et des informations pour faire connaître ces Jeux à travers l'Autriche.

### Sponsors
Il y a douze partenaires mondiaux du Comité international olympique comme McDonald's et Coca-Cola, qui ont été désignés comme « Partenaires olympiques internationaux » par le comité organisateur de l'épreuve. Le comité d'organisation a également désigné quinze entreprises comme sponsors officiels et fournisseurs, qui incluent BMW et Raiffeisen Zentralbank parmi d'autres. Environ 60 % des coûts liés aux Jeux devraient être couverts par le sponsoring par les différentes entreprises.

### Mascotte
La mascotte des premiers Jeux olympiques de la jeunesse d'hiver à Innsbruck est un chamois alpin appelé Yoggl qui vit dans les montagnes escarpées et rocheuses qui dominent les sites olympiques à Innsbruck, Seefeld et Kühtai. Son nom, Yoggl (prononcé comme « YOG ») est basé sur le surnom typiquement tyrolien Joggl, qui est un raccourci de Jakob, un nom très commun dans le Tyrol. Yoggl est la composée de ce surnom et de l'acronyme en anglais des Jeux olympiques de la jeunesse, YOG (JOJ en français). Ses origines dans les Alpes tyroliennes en font le symbole parfait de la sensibilisation à la durabilité et du respect envers la nature.
Le chamois représente le mode de vie et le paysage de la région hôte, tandis que son costume coloré avec des pixels fusionne le style traditionnel avec des éléments modernes. L'apparence sportive de Yoggl reflète l'aspect athlétique des Jeux, et son caractère jeune va susciter l'enthousiasme des jeunes du monde entier pour les premiers Jeux olympiques de la jeunesse d'hiver et les valeurs olympiques d'excellence, de respect et d'amitié. Surtout, Yoggl est un porte-bonheur pour les jeunes athlètes prenant part aux Jeux et un exemple frappant de la devise d'Innsbruck 2012: « Soyez des nôtres! ».

### Sites
Tous les sites sont situés dans des groupes de sites situés dans deux zones majeurs à Innsbruck et Seefeld qui sont Olympiaworld Innsbruck et Seefeld Arena. Tous les sites existeront par la suite à l'exception des sites de curling et de biathlon, qui sont temporaires.
- Bergisel Stadium - Cérémonie d'ouverture
- Piste de bobsleigh, luge et skeleton d'Igls - Bobsleigh, Skeleton, Luge
- Kühtai - Ski acrobatique (Ski Cross), Snowboard (Slopestyle)
- Innsbruck Exhibition Centre - Curling
- Nordkette Innsbruck - Ski acrobatique (Halfpipe), Snowboard (Halfpipe)
- Patscherkofel - Ski alpin
- Olympiaworld Innsbruck - Hockey sur glace, Patinage de vitesse sur piste courte, Patinage artistique
- Eisschnellaufbahn - Patinage de vitesse
- Seefeld Arena
  - Biathlon Course - Biathlon (lieu temporaire)
  - Cross-Country World Cup Course - Ski de fond
  - Gschwandtkopf Cross Course - Ski/Snowboard Cross
  - Tremplin Toni Seelos HS 75 - Combiné nordique, Saut à ski

## Relais de la flamme olympique
Le relais de la flamme olympique de ces Jeux a été annoncé le 9 octobre 2011 et concernera 65 sites pendant 18 jours avec 2 012 relayeurs, portant la torche olympique. La torche a été allumée le 17 décembre 2011 à Athènes en Grèce par le premier relayeur, l'espagnol Carlos Pecharromán et le relais a débuté à Innsbruck le 27 décembre 2011 et continuera jusqu'à la cérémonie d'ouverture à Bergiselschanze le 13 janvier 2012. C'est la première fois que la flamme olympique se trouve trois fois dans la même ville étant donné que Innsbruck avait accueilli les Jeux olympiques d'hiver en 1964 et en 1976,,.

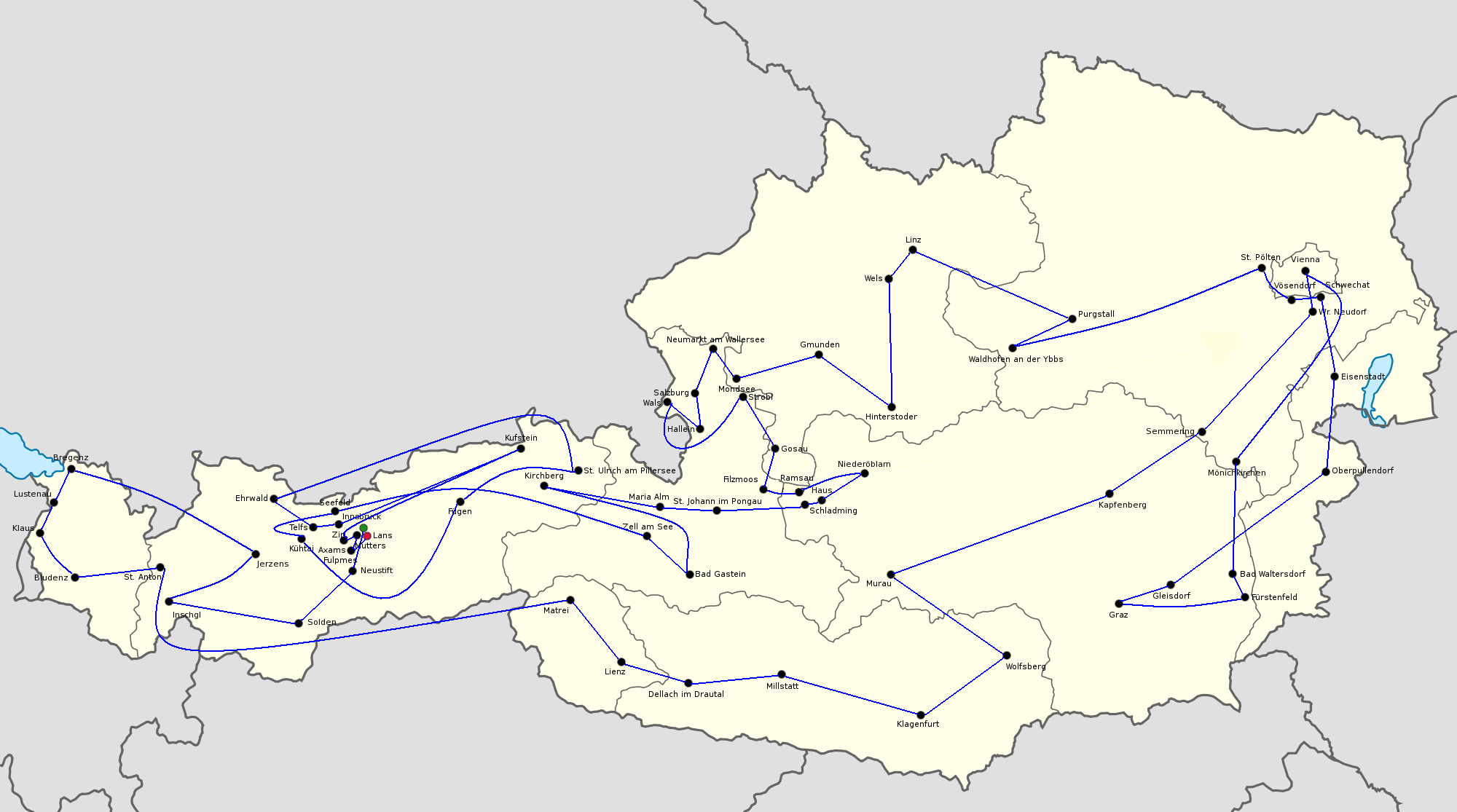
Parcours de la flamme des Jeux olympiques de la jeunesse d'hiver de 2012

Ci-dessous, la liste des lieux visités:
- 27 décembre: Innsbruck, Neustift im Stubaital, Sölden, Ischgl
- 28 décembre: Jerzens, Bregenz, Lustenau, Klaus, Bludenz
- 29 décembre: Sankt Anton am Arlberg, Matrei in Osttirol, Lienz, Dellach im Drautal
- 30 décembre: Millstatt, Klagenfurt, Wolfsberg, Murau
- 31 décembre: Kapfenberg, Semmering, Wiener Neudorf
- 1er janvier: Vienne, Mönichkirchen
- 2 janvier: Bad Waltersdorf, Fürstenfeld
- 3 janvier: Graz, Gleisdorf, Oberpullendorf
- 4 janvier: Eisenstadt, Schwechat, Vösendorf, Sankt Pölten
- 5 janvier: Waidhofen an der Ybbs, Purgstall, Linz, Wels
- 6 janvier: Hinterstoder, Gmunden, Mondsee, Neumarkt am Wallersee, Salzbourg, Hallein
- 7 janvier: Wals, Strobl, Gosau, Filzmoos
- 8 janvier: Ramsau, Niederoblarn, Haus
- 9 janvier: Schladming, Sankt Johann im Pongau, Maria Alm
- 10 janvier: Kirchberg in Tirol, Bad Gastein, Zell am See
- 11 janvier: Seefeld, Kühtai, Fugen
- 12 janvier: Sankt Ulrich am Pillersee, Ehrwald, Telfs, Zirl
- 13 janvier: Kufstein, Axams, Mutters, Fulpmes, Lans

## Diffusion
- France - TV8 Mont-Blanc[12]

## Les Jeux

### Cérémonie d'ouverture
La cérémonie d'ouverture des Jeux a lieu le 13 janvier 2012, à 18 h 30 HEC (17 h 30 UTC, 13 janvier) au Tremplin de Bergisel. Environ 15 000 personnes remplissent le stade enneigé pour regarder la cérémonie, où pour la première fois, trois vasques sont allumées (au lieu d'une seule, habituellement) pour commémorer les deux précédents Jeux olympiques d'hiver ayant eu comme site Innsbruck (en 1964 et 1976). Heinz Fischer, le président de l'Autriche déclare les Jeux ouverts.

### Cérémonie de clôture
La cérémonie de clôture des Jeux a lieu le 22 janvier 2012. Le président du Comité international olympique Jacques Rogge déclare que ces Jeux ont été « dix jours de gloire » qui ont « dépassé toutes les espérances et jeté des fondations solides pour l'avenir de cette compétition ».

### Nations participantes
Conformément aux directives du CIO, seuls les jeunes âgés entre 14 et 19 ans peuvent participer aux Jeux olympiques de la jeunesse d'hiver de 2012. Contrairement aux Jeux olympiques, les jeunes athlètes prenant part aux JOJ sont appelés à rester dans la ville hôte durant les Jeux pour participer à un programme intégré de sport, de culture et d'éducation. Les critères de qualification pour participer aux Jeux diffèrent selon les sports et sont déterminés par les CNO et les fédérations sportives internationales.
1 058 athlètes de plus de 60 pays participent aux Jeux. Une liste de tous les CNO ayant qualifiés au moins un athlète apparaît ci-dessous.
Le nombre de compétiteurs qualifiés par chaque délégation est indiqué entre parenthèses.
- Afrique du Sud (1)
- Allemagne (50)
- Andorre (4)
- Argentine (5)
- Arménie (3)
- Australie (13)
- Autriche (72)
- Belgique (7)
- Biélorussie (16)
- Bosnie-Herzégovine (3)
- Brésil (2)
- Bulgarie (10)
- Canada (55)
- Chili (4)
- Chine (23)
- Taipei chinois (4)
- Chypre (1)
- Corée du Sud (25)
- Croatie (9)
- Danemark (5)
- Érythrée (1)
- Espagne (8)
- Estonie (18)
- États-Unis (56)
- Finlande (42)
- France (29)
- Géorgie (2)
- Grande-Bretagne (23)[17]
- Grèce (3)
- Hongrie (9)
- Îles Caïmans (1)
- Inde (1)
- Iran (3)
- Irlande (1)
- Islande (3)
- Italie (34)
- Japon (30)
- Kazakhstan (36)
- Kirghizistan (1)
- Lettonie (13)
- Liban (2)
- Liechtenstein (2)
- Lituanie (6)
- Luxembourg (1)
- Macédoine du Nord (1)
- Maroc (1)
- Mexique (1)
- Moldavie (1)
- Monaco (3)
- Mongolie (2)
- Monténégro (1)
- Népal (1)
- Norvège (28)
- Nouvelle-Zélande (15)
- Ouzbékistan (3)
- Pays-Bas (13)
- Pérou (1)
- Philippines (1)
- Pologne (24)
- Tchéquie (26)
- Roumanie (13)
- Russie (62)
- Saint-Marin (1)
- Serbie (1)
- Slovaquie (31)
- Slovénie (18)
- Suède (35)
- Suisse (23)
- Turquie (4)
- Ukraine (22)

### Sports
Les JOJ ont 63 épreuves (avec médailles) dans 7 sports et 15 disciplines.
- Biathlon (5)
- Bobsleigh (2)
- Combiné nordique (1)
- Curling (2)
- Hockey sur glace (4)
- Luge (4)
- Patinage artistique (5)
- Patinage de vitesse (8)
- Patinage de vitesse sur piste courte (5)
- Saut à ski (3)
- Skeleton (2)
- Ski acrobatique (4)
- Ski alpin (9)
- Ski de fond (5)
- Snowboard (4)

### Calendrier
Source :
| CO | Cérémonie d'ouverture | ● | Compétitions | 1 | Finale | GE | Gala d'exhibition | CC | Cérémonie de clôture |

| Janvier                              | 13 Ven | 14 Sam | 15 Dim | 16 Lun | 17 Mar | 18 Mer | 19 Jeu | 20 Ven | 21 Sam | 22 Dim | Épreuves |
| ------------------------------------ | ------ | ------ | ------ | ------ | ------ | ------ | ------ | ------ | ------ | ------ | -------- |
| Cérémonies                           | CO     |        |        |        |        |        |        |        |        | CC     |          |
| Biathlon                             |        |        | 2      | 2      |        |        | 1      |        |        |        | 5        |
| Bobsleigh                            |        |        |        |        |        |        |        |        |        | 2      | 2        |
| Combiné nordique                     |        |        | 1      |        |        |        |        |        |        |        | 1        |
| Curling                              |        | ●      | ●      | ●      | ●      | 1      |        | ●      | ●      | 1      | 2        |
| Hockey sur glace                     | ●      | ●      | ●      | ●      | ●      | ●      | 2      | ●      | ●      | 2      | 4        |
| Luge                                 |        |        | 1      | 2      | 1      |        |        |        |        |        | 4        |
| Patinage artistique                  |        | ●      | ●      | 2      | 2      |        |        |        | 1      | GE     | 5        |
| Patinage de vitesse                  |        | 2      |        | 2      |        | 2      |        | 2      |        |        | 8        |
| Patinage de vitesse sur piste courte |        |        |        |        |        | 2      | 2      |        | 1      |        | 5        |
| Saut à ski                           |        | 2      |        |        |        |        |        |        | 1      |        | 3        |
| Skeleton                             |        |        |        |        |        |        |        |        | 2      |        | 2        |
| Ski acrobatique                      |        | ●      | 2      |        |        |        | ●      |        | 2      |        | 4        |
| Ski alpin                            |        | 2      | 2      |        | 1      | 1      | 1      | 1      | 1      |        | 9        |
| Ski de fond                          |        |        |        |        | 2      |        | 2      |        | 1      |        | 5        |
| Snowboard                            |        | ●      | 2      |        |        |        | 2      |        |        |        | 4        |
| Total d'épreuves                     |        | 6      | 10     | 8      | 6      | 6      | 10     | 3      | 9      | 5      | 63       |
| Total cumulé                         |        | 6      | 16     | 24     | 30     | 36     | 46     | 49     | 58     | 63     |          |
| Janvier                              | 13 Ven | 14 Sam | 15 Dim | 16 Lun | 17 Mar | 18 Mer | 19 Jeu | 20 Ven | 21 Sam | 22 Dim | Épreuves |

### Tableau des médailles
Les dix CNO ayant le plus de médailles d'or sont classés ci-dessous avec la nation hôte, l'Autriche, mise en couleur. Une compétition est annoncée lors du début de l'année 2011 pour concevoir les médailles décernées aux Jeux.
- Pays organisateur (Autriche)

| Rang | Nation         | Or | Argent | Bronze | Total |
| ---- | -------------- | -- | ------ | ------ | ----- |
| 1    | Allemagne      | 8  | 7      | 2      | 17    |
| 2    | Chine          | 7  | 4      | 4      | 15    |
| 3    | Autriche       | 6  | 4      | 3      | 13    |
| 4    | Corée du Sud   | 6  | 3      | 2      | 11    |
| 5    | Russie         | 5  | 4      | 7      | 16    |
| 6    | Pays-Bas       | 4  | 1      | 2      | 7     |
| —    | Équipes mixtes | 3  | 3      | 3      | 9     |
| 7    | Suisse         | 3  | 0      | 5      | 8     |
| 8    | Japon          | 2  | 5      | 9      | 16    |
| 9    | Norvège        | 2  | 5      | 2      | 9     |
| 10   | États-Unis     | 2  | 3      | 3      | 8     |

- L'Andorre remporte sa première médaille olympique tandis que le Maroc remporte sa première médaille dans des Jeux olympiques d'hiver.

### Autres articles
- Jeux olympiques de la jeunesse
- Jeux olympiques de la jeunesse d'été
- Jeux olympiques de la jeunesse d'hiver
- Comité international olympique
- Liste des codes pays du CIO
- Liste des sports olympiques